# آرمین زوگلر
آرمین زوگلر (آلمانی: Armin Zöggeler؛ زادهٔ ۴ ژانویهٔ ۱۹۷۴) ورزشکار لژسواری اهل ایتالیا است.